# Scott Miller (programmatore)
Scott Miller (Florida, 1961) è un imprenditore statunitense.
Ex-programmatore di videogiochi, Miller è il fondatore e CEO della Apogee Software, Ltd. (conosciuta attualmente con il nome di 3D Realms), fondata nel 1987.
Miller ha cominciato a programmare durante la prima metà degli anni 1970, utilizzando un minicomputer Wang 2000 prima e un Commodore PET dopo. Nel 1985 ha pubblicato il suo primo titolo per PC IBM e compatibili, l'avventura testuale Beyond the Titanic, seguita dopo poco da Supernova. Miller è riconosciuto per la sua integrazione del marketing e gameplay nel concetto centrale del gioco e del game design. Ha sfruttato il metodo di distribuzione shareware, che consiste nel distribuire gratuitamente un episodio del videogioco, lasciando i seguenti in vendita a prezzo commerciale, fungendo quindi da "carota attaccata al bastone" per attrarre i clienti. Kingdom of Kroz, nel 1987, è stato il primo gioco ad usare questo metodo, al quale Miller si è riferito come "Modello Apogee".
All'inizio degli anni 1990 ha abbandonato il suo lavoro di programmatore per dedicarsi agli affari principali della compagnia. Tra le altre cose ha contattato alcuni membri della Softdisk, che in seguito hanno formato la id Software, e li ha convinti a pubblicare Commander Keen prima e Wolfenstein 3D dopo, due dei più grandi successi della compagnia insieme a Duke Nukem.
In seguito Miller ha prodotto, co-disegnato o supervisionato tutti i giochi di terze parti associati ad Apogee, come Raptor, Terminal Velocity, Max Payne e Prey.
Attualmente Miller è ancora il presidente di Apogee/3D Realms, nonché fondatore di un nuovo gruppo chiamato Radar Group, che ha lo scopo di produrre, più che videogiochi, veri e propri franchising pronti per essere utilizzati anche in altri media.